# Bromont, montagne d'expérience
 (décembre 2023).
La mise en forme du texte ne suit pas les recommandations de Wikipédia : il faut le « wikifier ».
Les points d'amélioration suivants sont les cas les plus fréquents. Le détail des points à revoir est peut-être précisé sur la page de discussion.
- Les titres sont pré-formatés par le logiciel. Ils ne sont ni en capitales, ni en gras.
- Le texte ne doit pas être écrit en capitales (les noms de famille non plus), ni en gras, ni en italique, ni en « petit »…
- Le gras n'est utilisé que pour surligner le titre de l'article dans l'introduction, une seule fois.
- L'italique est rarement utilisé : mots en langue étrangère, titres d'œuvres, noms de bateaux, etc.
- Les citations ne sont pas en italique mais en corps de texte normal. Elles sont entourées par des guillemets français : « et ».
- Les listes à puces sont à éviter, des paragraphes rédigés étant largement préférés. Les tableaux sont à réserver à la présentation de données structurées (résultats, etc.).
- Les appels de note de bas de page (petits chiffres en exposant, introduits par l'outil «  Source ») sont à placer entre la fin de phrase et le point final[comme ça].
- Les liens internes (vers d'autres articles de Wikipédia) sont à choisir avec parcimonie. Créez des liens vers des articles approfondissant le sujet. Les termes génériques sans rapport avec le sujet sont à éviter, ainsi que les répétitions de liens vers un même terme.
- Les liens externes sont à placer uniquement dans une section « Liens externes », à la fin de l'article. Ces liens sont à choisir avec parcimonie suivant les règles définies. Si un lien sert de source à l'article, son insertion dans le texte est à faire par les notes de bas de page.
- La présentation des références doit suivre les conventions bibliographiques. Il est recommandé d'utiliser les modèles {{Ouvrage}}, {{Chapitre}}, {{Article}}, {{Lien web}} et/ou {{Bibliographie}}. Le mode d'édition visuel peut mettre en forme automatiquement les références.
- Insérer une infobox (cadre d'informations à droite) n'est pas obligatoire pour parachever la mise en page.

Pour une aide détaillée, merci de consulter Aide:Wikification.
Si vous pensez que ces points ont été résolus, vous pouvez retirer ce bandeau et améliorer la mise en forme d'un autre article.
Bromont, montagne d'expériences est une station de ski alpin située à Bromont, au Québec, sur les pentes du Mont Brome, du Mont Spruce et du Pic du Chevreuil. Depuis 2009-2010, c'est le plus grand centre de ski alpin éclairé en Amérique du Nord.
C'est l'un des quatre grands centres de ski des Cantons-de-l'Est à l'est de Montréal, les trois autres étant Ski Mont Sutton, Ski Mont Orford et Owl's Head,. La station est à environ 55 à 60 minutes de route de Montréal,. La station dispose de 8 télésièges et 3 tapis magique. En date de Décembre 2023, la station de ski comporte 142 pistes, dont 102 éclairées. Au niveau de l’économie régionale, la montagne a un apport assez important. En effet, on y retrouve 200 membres du personnel à temps plein et environ 2000 personnes y travaillent .

## Situation géographique
Bromont se situe aux limites de la ceinture de neige orographique créée par les Appalaches au sud de la vallée du Saint-Laurent. Le mont Brome mesure 2 000 pieds de haut et la station a un dénivelé de 1 300 pieds.

## Histoire

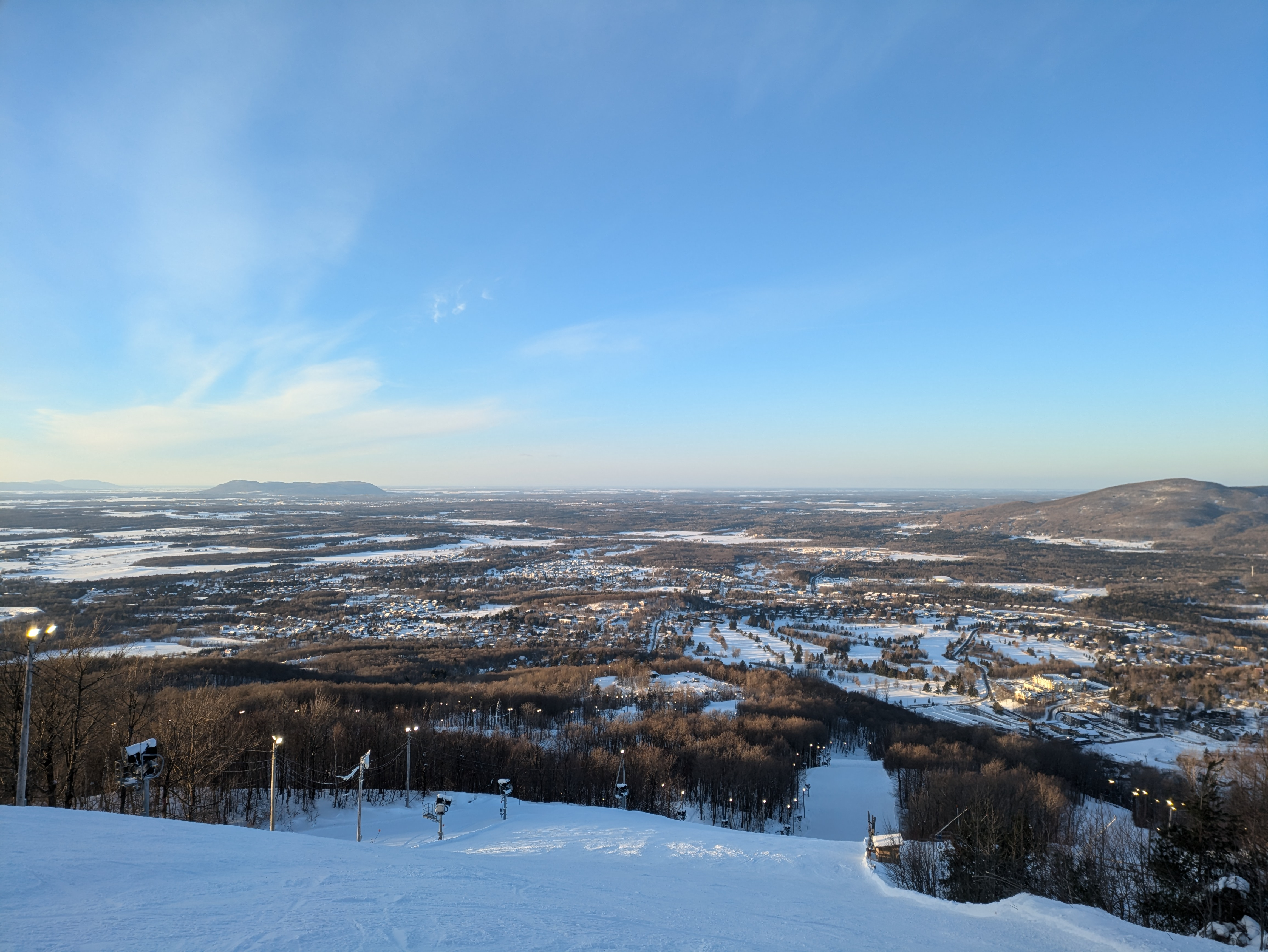
Du haut d'une piste de ski à Bromont, montagne d'expérience

La station de ski a ouvert ses portes en 1964, pour la saison de ski 1964-1965, avec l'ouverture de la nouvelle autoroute des Cantons-de-l'Est, autoroute 10 du Québec. Elle a été créée la même année que la création de la Ville de Bromont, à partir du comté de Brome. Un deuxième chalet a été établi au sommet de la montagne en 1978. La Ville de Montréal a investi dans la station. Le gouvernement canadien a également investi dans la station. Son investissement, pour une épreuve de Coupe du monde, a permis de créer des installations permanentes pour l'École de ski de Bromont. Bromont est devenu le plus grand site de ski nocturne de l'est de l'Amérique du Nord en 2006 lorsqu'il a augmenté le nombre de ses pistes de ski éclairées à 50.
À une époque, la station faisait partie du groupe promotionnel Ski Est, aux côtés des stations Jay Peak Resort (Vermont), Ski Mont Orford, Ski Mont Sutton, Owl's Head, Ski Mt. Echo.
À une certaine époque, la station a organisé des événements pour la Coupe alpine de l'Est du Canada. La station a accueilli la Coupe Bromont, une épreuve alpine qui faisait partie de la Coupe Pontiac, un championnat national de ski au Canada, basé sur le championnat international, dans les années 1960. Il a également accueilli une épreuve de Coupe du monde alpine,. Une épreuve de Coupe du monde de style libre a également été organisée.
Entre autres choses en dehors de la saison de ski à disposition de la station, un parc aquatique, avec toboggans aquatiques. De plus, des installations d'hébertisme, une structure d'escalade ainsi que des sentiers pour la pratique du vélo de montagne et des randonnées sont disponibles durant l'été.
En 2018, Bromont a remplacé un télésiège quadruple débrayable Poma construit en 1985 par le deuxième télésiège hybride au Canada  composé de six sièges et de huit cabines passagers de Doppelmayr - Garaventa. Le projet a couté environ 10,1 M$, dans le cadre du plan Projet Altitude de 111 M$ de Bromont.
En 2023, le télésiège quadruple Poma a été remplacé par un débrayable de Doppelmayr - Garaventa. Le projet fait partie d'un plan d'investissement de 12,5M$. En 2024, la station de ski ajoute son nom au groupe Montain Collective. C’est la deuxième montagne du Québec à joindre l’alliance internationale après les Massifs de Charlevoix. Cela permet aux individus achetant un abonnement de visiter deux fois chacune des vingt-cinq montagnes à travers le monde gratuitement .
En 2025 , La montagne fête son soixantième anniversaire et les skieurs étaient au rendez-vous avec 10 000 personnes qui étaient présente à l’évènements.
Un hôtel de 134 unités est présentement en construction dans le stationnement aux pieds des pentes de la montagne. Ce projet d’une valeur de 60 millions de dollars devrait disposer d’un bar, d’un restaurant, d’une piscine, d’un spa ainsi que quelques salles de conférence. De plus, l’accueil de la montagne, la boutique de ski et le service de location y seront déplacés .
|                          | Base | Sommet | Dénivlé    | Sentiers | Pistes illuminées |
| ------------------------ | ---- | ------ | ---------- | -------- | ----------------- |
| Mont-Soleil              | 180m | 305m   | 125m       | 7        | 8                 |
| Versant du Village       | 218m | 565m   | 385m(347m) | 38       | 33                |
| Versant du Lac           | 255m | 565m   | 310m       | 17       | 21                |
| Versant des Épinettes    | 255m | 495m   | 240m       | 16       | 6                 |
| Versant du Midi          | 300m | 495m   | 195m       | 7        |                   |
| Versant de la Côte Ouest | 300m | 500m   | 200m       | 14       |                   |
| Versant des Cantons      | 202m | 483m   | 281m       | 14       | 17                |